# Salgótarján
Salgótarján (Duits: Schalgotarjan of Schalgau) is de hoofdstad van het comitaat Nógrád in het noorden van Hongarije.
De stad is gelegen aan de voet van de Karancs aan het riviertje de Tárján-patak en kwam tot ontwikkeling nadat hier in de 19de eeuw bruinkool was gevonden. Het plaatsje bij de burcht Salgó, dat omstreeks 1850 nog geen duizend inwoners telde, kreeg in 1867 aansluiting op het spoorwegnet en ontwikkelde zich tot een belangrijk centrum van staalindustrie, machinebouw en glasindustrie. In 1922 kreeg het stadsrechten en sinds 1950 is het de hoofdstad van Nógrád. Sinds 1994 is het bovendien een "stad met comitaatsrecht" (megyei jogú város), waardoor het zelf niet meer tot het comitaat behoort. 
De gemeente is in de loop der jaren uitgebreid met Baglyasalja (1950), Zagyvapálfalva (1961), Zagyvaróna (1973) en Somoskő én Somoskőújfalu (1977). Somoskőújfalu werd in 2006 weer van de stad afgesplitst.
Aan het mijnbouwverleden van Salgótarján herinnert een mijnbouwmuseum.

## Etymologie
Het woord salgó betekent "stralend" in het Oud-Hongaars, terwijl Tarján de naam was van een van de Hongaarse stammen die het gebied veroverden (van tarkhan, een Oud-Turkse titel).

## Partnersteden
- Banská Bystrica (Slowakije), sinds 1967
- Vantaa (Finland), sinds 1975

## Geboren
- Péter Kovács (1978), voetballer
- Gergő Bogár (1991), voetbalscheidsrechter

Stad met comitaatsrecht (megyei jogú város): Salgótarján

Steden (város): Balassagyarmat · Bátonyterenye · Pásztó · Rétság · Szécsény

Overige gemeenten (község): Alsópetény · Alsótold · Bánk · Bárna · Becske · Bér · Bercel · Berkenye · Bokor · Borsosberény · Buják · Cered · Csécse · Cserháthaláp · Cserhátsurány · Cserhátszentiván · Csesztve · Csitár · Debercsény · Dejtár · Diósjenő · Dorogháza · Drégelypalánk · Ecseg · Egyházasdengeleg · Egyházasgerge · Endrefalva · Erdőkürt · Erdőtarcsa · Érsekvadkert · Etes · Felsőpetény · Felsőtold · Galgaguta · Garáb · Héhalom · Herencsény · Hollókő · Hont · Horpács · Hugyag · Iliny · Ipolytarnóc · Ipolyvece · Jobbágyi · Kálló · Karancsalja · Karancsberény · Karancskeszi · Karancslapujtő · Karancsság · Kazár · Keszeg · Kétbodony · Kisbágyon · Kisbárkány · Kisecset · Kishartyán · Kozárd · Kutasó · Legénd · Litke · Lucfalva · Ludányhalászi · Magyargéc · Magyarnándor · Márkháza · Mátramindszent · Mátranovák · Mátraszele · Mátraszőlős · Mátraterenye · Mátraverebély · Mihálygerge · Mohora · Nagybárkány · Nagykeresztúr · Nagylóc · Nagyoroszi · Nemti · Nézsa · Nógrád · Nógrádkövesd · Nógrádmarcal · Nógrádmegyer · Nógrádsáp · Nógrádsipek · Nógrádszakál · Nőtincs · Őrhalom · Ősagárd · Palotás · Patak · Patvarc · Piliny · Pusztaberki · Rákóczibánya · Rimóc · Romhány · Ságújfalu · Sámsonháza · Sóshartyán · Szalmatercs · Szanda · Szarvasgede · Szátok · Szécsénke · Szécsényfelfalu · Szendehely · Szente · Szilaspogony · Szirák · Szügy · Szuha · Szurdokpüspöki · Tar · Terény · Tereske · Tolmács · Vanyarc · Varsány · Vizslás · Zabar